# Tacuato (paroisse civile)
Pour les articles homonymes, voir Tacuato.
Tacuato est l'une des cinq paroisses civiles, de la municipalité de Carirubana dans l'État de Falcón au Venezuela. Sa ville principale est Tacuato.

## Géographie

### Démographie
Hormis sa ville principale Tacuato, la paroisse civile comporte plusieurs localités dont :
- El Cayude
- La Rinconada
- Sector Cuara
- Sector El Taque
- Tacuato